# Gante-Wevelgem 1934
La Gante-Wevelgem 1934 fue la primera edición de la carrera ciclista Gante-Wevelgem y se disputó el 9 de septiembre de 1934 sobre una distancia de 120 km. Esta edición fue corrida íntegramente por corredores amauters. 
El belga Gustave Van Belle ganó en la prueba al imponerse en solitario. Sus compatriotas Maurice Vandenberghe y Jérôme Dufromont completaron el podio.  

## Clasificación final
| Posición | Ciclista             | Equipo | Tiempo    |
| -------- | -------------------- | ------ | --------- |
| 1        | Gustave Van Belle    | -      | 3h 20'00" |
| 2        | Maurice Vandenberghe | -      | a 20"     |
| 3        | Jérôme Dufromont     | -      | a 1'10"   |
| 4        | Emile David          | -      | a 1'20"   |
| 5        | Richard Depoorter    | -      | a 2'40"   |
| 6        | André Hallaert       | -      | a 3'00"   |
| 7        | Joseph Devos         | -      | a 3'45"   |
| 8        | Joris Rogghe         | -      | m.t.      |
| 9        | Henri Pattyn         | -      | a 3'55"   |
| 10       | André Pattyn         | -      | a 4'10"   |